# Железница (тунел)
„Железница“ е  автомобилен тунел в България, област Благоевград, община Благоевград.
Това е най-дългият пътен тунел в България, с дължина около 2 километра (1979/2003 метра).
Намира се северно от село Железница (община Симитли), на което е наречен тунелът. Попада в лот 3.1 на автомагистрала "Струма" от европейски път Е79, на километър 366+720.
Тунелът и подходите към него струват около 270 милиона лв., финансирани по оперативна програма „Транспорт“ на ЕС за 2014 – 2020 г.
Завършването на строителството се забави заради появили се свлачища преди и след съоръжението – известни поне от май 2021 г., а според министър Иван Шишков дори от октомври 2020 г.
Тунелът е официално открит на 20 февруари 2024 г.
На 27 януари 2025 г. за 24 часа се ограничава движението в посока Кулата заради ремонт на асфалтовата настилка.